# رحلة أيروفلوت رقم 826
رحلة أيروفلوت رقم 826 هي رحلة جوية تحطمت في 3 أغسطس 1969، مما أدى إلى وفاة جميع ركابها وطاقمها البالغ عددهم 55 شخصًا. وقع الحادث نتيجة فشل مروحة المحرك الأيسر أثناء الطيران، وهو ما أكدت عليه التحقيقات الرسمية.

## الحادث
كانت رحلة N-826 رحلة ركاب مجدولة من فوروشيلوفغراد إلى لفيف، مع توقف في دنيبروبتروفسك وفينيتسيا. غادرت الطائرة دنيبروبتروفسك في الساعة 15:47، وفي الساعة 15:58 أبلغ الطاقم عن ارتفاع 3600 متر وطلبوا إذنًا للصعود إلى 4200 متر (13,800 قدم)، وكان ذلك آخر اتصال راديوي للرحلة. أثناء الصعود عند ارتفاع 4000 متر، انفصلت شفرة مروحة رقم 2 في المحرك الأيسر عن مركزها واخترقت هيكل الطائرة، مما أدى إلى قطع كابلات التحكم في مثبت الذيل واللوحات الموازنة ودفة القيادة، الأمر الذي جعل الطائرة غير قابلة للتحكم. نتيجة لذلك، انفصلت المروحة اليسرى بالكامل. مالّت الطائرة إلى اليسار وبدأت في النزول مع زيادة سرعتها. بعد دوران حاد على شكل لولبي، اصطدمت الطائرة بالأرض بزاوية 45-50 درجة وسرعة تراوحت بين 500 و550 كم/س. حاولت مراقبة الحركة الجوية التواصل مع الرحلة في الساعة 16:06، لكنها لم تتلق أي رد، وفشلت جميع المحاولات اللاحقة في الاتصال بالطائرة.

## الطائرة
الطائرة المتورطة في الحادث هي من طراز أنتونوف أن-24ب، رقمها التسلسلي 77303206 والمسجلة تحت رقم CCCP-46248، وتسلمت إلى وحدة الطيران في لفوف التابعة للإدارة الأوكرانية للأسطول المدني الجوي. صُنعت الطائرة في 23 مارس 1967، وكانت قد أكملت عند وقوع الحادث 4557 ساعة طيران و4789 دورة ضغط.

## التحقيق
اكتشف المحققون أن شفرة المروحة تعطلت نتيجة كسر إجهادي ناجم عن التآكل.